# Mölnlycke Health Care
Mölnlycke Health Care (Мёлнлике Хелс Кэа) — шведская компания, крупный производитель медицинских изделий. Штаб-квартира в городе Гётеборг, Швеция. Компания специализируется на производстве и поставках одноразовой хирургической продукции, а также перевязочных материалов и средств для лечения ран для профессионального здравоохранения. Хирургическое подразделение включает в себя производство хирургического белья, халатов, масок для лица, головных уборов, а также хирургических перчаток. Подразделение компании, отвечающее за средства для ухода за ранами, включает медицинские приборы для лечения ран, перевязочные и фиксирующие средства, а также продукты для ухода за кожей и смягчающие средства. Самые популярные продукты компании, способствующие быстрому заживлению ран, произведены с использованием технологии мягкого силиконового покрытия Safetac и используются на продуктах серии Mepitel и Mepilex. Ассортимент продукции средств по уходу за ранами включает в себя также аппарат WoundEL для электростимуляции и быстрого заживления ран, находящихся в труднодоступных местах.

## История
1849. Основание компании Густавом Фердинандом Хеннингом в городе Мёлнлике (Mölnlycke) как текстильное производство.
1940. Начиная с 1940 года, компания начинает поставлять для здравоохранения такую продукцию как марля.
1975. Компания Mölnlycke AB приобретается Svenska Cellulosa Aktiebolaget (SCA), одной из ведущих европейских производителей бумажной продукции, средств гигиены для взрослых и детей, а также изделий и упаковочных материалов из древесины. В SCA компания образовала клиническое подразделение.
1997. SCA продает клиническое подразделение Nordic Capital, которая объединяет его с Kolmi-Set, приобретенным ранее у Tamro, и дает имя Mölnlycke Health Care AB.
1998. Компания Mölnlycke Health Care AB начинает свою деятельность в качестве независимой компании.
2001. Mölnlycke Health Care приобретает у компании Johnson & Johnson линию одноразовых хирургических продуктов серии BARRIER.
2005. Mölnlycke Health Care AB была приобретена Apax Partners у Nordic Capital, впоследствии слилась с Medlock Medical и Regent Medical. Объединенная компания образовала Mölnlycke Health Care Group.
2007. Apax Partners продает компанию Mölnlycke Health Care Group более крупному Investor AB и Morgan Stanley в январе 2007.
2008. Mölnlycke Health Care AB приобретает Pharmaset, французского производителя одноразовых хирургических наборов.
2009. Компания приобретает JKT, польского производителя одноразовых хирургических продуктов.
2010. Компания приобретает Rynel Inc. в январе 2010 — американского производителя гидрофильных полиуретановых губок.
- Investor AB приобретает пакет акций Mölnlycke Health Care у Morgan Stanley в августе 2010 года. Данное приобретение сделало Investor AB держателем 96 % акций компании, оставшиеся 4 % принадлежат менеджменту компании.
- Компания находится в процессе быстрого роста с 2000 года благодаря конкурентным продуктам и хорошей управленческой команде.

2011. Компания приступила к строительству нового производственного комплекса в Brunswick в июне 2011, расположенного на бывшей военно-морской базе Branswick, штат Мэн, США, что является важной вехой для компании, чтобы стать ведущим производителем продукции для здравоохранения в мире.
- компания стала 2 м крупнейшим производителем современных перевязочных средств в мире и до сих пор продолжает расти.

2012. Компания приобретает Brennen Medical.
- Приобретение WoundEL у Gerromed GmbH
- Mölnlycke Health Care образует дочернюю компанию Mölnlycke Health Care Scotland Ltd.

2013. Компания подписала лицензионное соглашение с Covalon Technologies
2014. В январе 2014 компания объявляет о своих планах по расширению производства в Wiscasset, штат Мэн.

## Офисы и производство
Mölnlycke Health care имеет офисы продаж по всему миру. Компания разделила производство своей продукции между несколькими заводами по всему миру. Производство хирургической продукции происходит в таких странах как Бельгия, Таиланд, Малайзия, Франция, Польша и Республика Чехия. Производство средств для ухода за ранами происходит в таких странах как Великобритания, Финляндия и США.

## Основные бренды
Хирургическая продукция компании Mölnlycke Health Care включает в себя следующие бренды:
- BARRIER
- ProcedurePak
- HiBi
- Biogel

Средства по уходу за ранами компании Mölnlycke Health Care включают в себя следующие бренды:
- Mepilex
- Mepore
- Mepitel
- Epaderm
- Tubifast
- Tubigrip
- Xelma
- Avance
- Safetac

## Сайты
- официальный сайт компании
- официальный сайт компании в России
- официальный сайт компании для пациентов